# Гюнтер Гайнріх
Гюнтер Гайнріх (нім. Günther Heinrich; 20 січня 1920, Шільдау — ?) — німецький офіцер-підводник, оберлейтенант-цур-зее крігсмаріне.

## Біографія
1 жовтня 1938 року вступив на флот. В квітні-вересні 1940 року служив в 12-й протичовновій флотилії. У вересні-грудні навчався в авіаційному училищі. З грудня 1940 по березень 1941 року пройшов курс підводника. В квітні-жовтні служив в 1-й навчальній дивізії підводних човнів. З 13 листопада 1941 року — 1-й вахтовий офіцер на підводному човні U-596. В листопаді-грудні 1942 року пройшов курс командира човна. З 28 січня 1943 року — командир U-960, на якому здійснив 5 походів (разом 136 днів у морі). 19 травня 1944 року U-960 був потоплений в Середземному морі північно-західніше Алжиру (37°20′ пн. ш. 01°35′ сх. д.) глибинними бомбами американських есмінців «Ніблек» і «Ладлоу», двох британських бомбардувальників «Веллінгтон» і одного британського бомбардувальника «Вентура». 31 члени екіпажу загинули, 20 (включаючи Гайнріха) були врятовані і взяті в полон. 1 березня 1946 року звільнений.
Всього за час бойових дій потопив 3 кораблі загальною водотоннажністю 10 267 тонн. 
| Дата            | Назва корабля     | Тип               | Тоннаж | Вантаж                          | Екіпаж | Загинули | Країна | Конвой |
| --------------- | ----------------- | ----------------- | ------ | ------------------------------- | ------ | -------- | ------ | ------ |
| 30 вересня 1943 | Архангельськ      | Торговий пароплав | 2,480  | Техніка для Норильського заводу | 42     | 17       | СРСР   | VA-18  |
| 1 жовтня 1943   | Т-896 (№42)       | Траулер           | 611    |                                 | 43     | 43       | СРСР   | VA-18  |
| 16 січня 1944   | Sumner I. Kimball | Торговий пароплав | 7,176  | Баласт                          | 69     | 69       | США    | ON-219 |

## Звання
- Кандидат в офіцери (1 жовтня 1938)
- Морський кадет (1 липня 1939)
- Фенріх-цур-зее (1 грудня 1939)
- Оберфенріх-цур-зее (1 серпня 1940)
- Лейтенант-цур-зее (1 квітня 1941)
- Оберлейтенант-цур-зее (1 січня 1943)

## Нагороди
- Залізний хрест
  - 2-го класу
  - 1-го класу (жовтень 1943)
- Нагрудний знак підводника (жовтень 1943)